# نواه ألكساندرسون
نواه ألكساندرسون (بالسويدية: Noah Alexandersson)‏ هو لاعب كرة قدم سويدي في مركز الوسط، ولد في 30 سبتمبر 2001 في وارينغتون في المملكة المتحدة. شارك مع منتخب السويد تحت 17 سنة لكرة القدم. أما مع النوادي، فقد لعب مع نادي غوتبورغ.

## وصلات خارجية
- نواه ألكساندرسون على موقع اتحاد النرويج (النرويجية)
- نواه ألكساندرسون على موقع اتحاد السويد (السويدية)
- نواه ألكساندرسون على موقع قاعدة بيانات كرة القدم.إي يو (الإنجليزية)